# Фултон (Њујорк)
Фултон (енгл. Fulton) град је у америчкој савезној држави Њујорк. По попису становништва из 2010. у њему је живело 11.896 становника.

## Демографија
Према попису становништва из 2010. у граду је живело 11.896 становника, што је 41 (0,3%) становника више него 2000. године.
| Група             | 2000.          | 2010.          |
| Белци             | 11.370 (95,9%) | 11.127 (93,5%) |
| Афроамериканци    | 88 (0,7%)      | 118 (1,0%)     |
| Азијати           | 39 (0,3%)      | 60 (0,5%)      |
| Хиспаноамериканци | 228 (1,9%)     | 371 (3,1%)     |
| Укупно            | 11.855         | 11.896         |